# Francisca Aldea Araujo
Francisca Aldea Araujo, H.C.C.J., řeholním jménem Francisca od Nejsvětějšího Srdce Ježíšova (17. prosince 1881, Somolinos – 20. července 1936, Madrid) byla španělská římskokatolická řeholnice, členka kongregace Milosrdných sester Nejsvětějšího Srdce Ježíšova, zabitá pro svoji víru během španělské občanské války. Katolická církev ji uctívá jako blahoslavenou mučednici.

## Život
Narodila se dne 17. prosince 1881 v obci Somolinos. Poté, co v jedenácti letech ztratila rodiče, byla přijata na koleji Santa Susanna v Madridu, kterou vedly členky kongregace Milosrdných sester Nejsvětějšího Srdce Ježíšova, do které se v osmnácti letech rozhodla vstoupit. Byla přijata do noviciátu a roku 1910 složila své doživotní řeholní sliby. Věnovala se poté výuce na koleji Santa Susanna, na které dříve sama studovala.
Po vypuknutí španělské občanské války docházelo ve Španělsku k velkému pronásledování křesťanů. Dne 20. července 1936 revolucionáři obsadili její řeholní dům a spolu se sestrou Ritou Josefou Pujalte Sánchez ji téhož dne přepravili ke hřbitovu v madridské čtvrti Canillejas, kde byla spolu s ní zastřelena. Její ostatky byly roku 1954 exhumovány a převezeny ze hřbitova Cementerio de la Almudena v Madridu do mateřského domu její kongregace, taktéž v Madridu.

## Úcta
Dne 7. července 1997 podepsal papež sv. Jan Pavel II. dekret o jejím mučednictví. Blahořečena pak byla dne 10. května 1998 na Svatopetrském náměstí papežem sv. Janem Pavlem II.
Její památka je připomínána 20. července. Bývá zobrazována v řeholním oděvu.